# Rabidosa hentzi
Rabidosa hentzi là một loài nhện trong họ Lycosidae.
Loài này thuộc chi Rabidosa. Rabidosa hentzi được Richard C. Banks miêu tả năm 1904.